# مورین، ادلب
مورین (به عربی: مورین) یک روستا در سوریه است که در ناحیه معره مصرین واقع شده‌است. مورین ۴۶ نفر جمعیت دارد.